# Paul Rand
Paul Rand (nacido como Peretz Rosenbaum, 15 de agosto de 1914 - 26 de noviembre de 1996), fue un diseñador gráfico estadounidense muy reconocido  en gran parte por el diseño de marcas institucionales. Su educación incluye el Pratt Institute (1929-1932), el Parsons School of Design (1932-1933) y la Liga de estudiantes de arte de Nueva York (1933-1934). Fue uno de los originadores del estilo tipográfico internacional suizo.

## Trayectoria
Fue Director de Arte de la revista Esquire (1935) y de Apparel Arts -GQ- (1941) y de las portadas para el "Directions Cultural journal" entre 1938 y 1945. Fue pintor, conferencista, diseñador industrial y artista publicitario que puede plasmar su conocimiento y su creatividad sin límites. “Piensa en términos de necesidad y función."
Rand se destacó en el diseño editorial. Fue también recordado, por uno de sus empleados como la persona con "peor genio en el mundo". Rand puede presumir de la fama de ser un viejo gruñón que siempre critica o desprecia nuevas tendencias o conceptos en el diseño, derecho ganado gracias a que nunca cambió su postura o cuestionó la rectitud de su camino en cuanto al modernismo, y aun a pesar de las ideas y vueltas que sufrió el diseño él jamás cambió. Más que ser un gruñón fue un revolucionario del diseño en Estados Unidos, gracias a su trabajo, que comenzado como un oficio, terminó como toda una profesión. Fue un gran defensor, líder y hasta inspiración del movimiento modernista, el cual era casi una religión para él. Un buen ejemplo a retratar es el siguiente: “Durante la ceremonia de su retrospectiva en el Cooper Union en octubre del 95 se le preguntó si el modernismo había muerto. Rand replicó:"Yo sigo vivo".” Otra de sus frases célebres, es 

"Hay una gran diferencia entre diseño abstracto sin contenido y diseño abstracto con contenido. Se puede ser un gran manipulador de la forma, pero si la solución no es la más apta, no tiene sentido”
(1938, cuando describía las “tapas” o portadas, de la revista Direction)

Utilizando ésta simplicidad del modernismo, y con el uso geométrico limpio de espacio en blanco,  creó algunas de las identidades corporativas estadounidenses más reconocibles, como IBM, Westinghouse, United Parcel Service, American Broadcasting Company (ABC) y el más reciente USSB (Servicio de Televisión por Satélite), reconocidos en todo el mundo.[cita requerida]
Fue autor de varios libros sobre diseño. En 1935 creó su propio estudio en Nueva York y a partir de 1956 se desempeñó como profesor de diseño gráfico en la Universidad de Yale en New Haven, Connecticut. Rand siguió el camino del diseño en gran parte hasta los noventa.

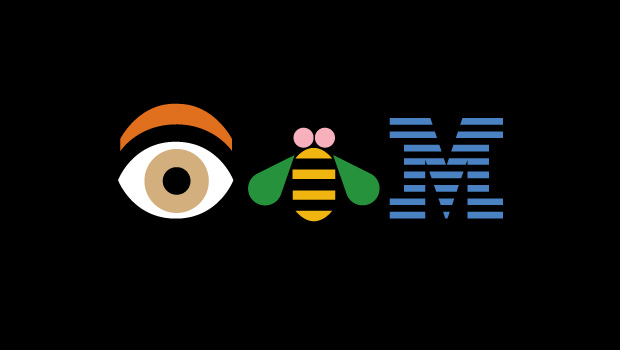
El póster popular de Paul Rand que intercambia las letras "IBM" por imágenes.

En 1984 le concedieron la medalla del "Type Director´s Club" presentándolo como a uno de quienes "han hecho contribuciones significativas a la vida, al arte, y al arte de la tipografía".  Rand fue incluido en el "New York Art Directors Club Hall of Fame" en 1972. Entre sus muchos premios se incluyen medallas de oro.  
"Él fue un canal a través del cual el arte y el diseño modernos europeos -Constructivismo ruso, De Stijl holandés y el alemán Bauhaus- fueron introducidos al arte comercial americano". (cita textual profesada por Steven Héller en 1999). Con esto se puede ver que Rand exploró dentro del vocabulario formal, por así decirlo de los movimientos de vanguardia europeos. Dio lugar a un estilo gráfico único que fue caracterizado, como ya se mencionó,  por la simplicidad, y el acercamiento racional a las soluciones del problema. 
La influencia de las vanguardias europeas en su trabajo cambió el arte comercial estadounidense, creando los principios formales del Viejo Continente “con la gracia y el humor nativo”. Obviamente su “entrenamiento” en el arte comercial en New York hizo que comprendiera rápidamente lo que necesitaba el mercado, y así era como brindaba estas soluciones más adecuadas que las que ofrecía la “estética estándar” tan antifuncional que se solía utilizar.
“Su pasión por las formas y los colores le siguió acompañando en la escuela: Rand era el encargado de pintar los carteles de los eventos escolares, responsabilidad que lo excusaba de asistir a clases "no tan interesantes" como gimnasia, matemáticas o inglés. Muy pronto el Sr. Rosenbaum entendió la fuerte vocación de su hijo y dejando de lado las leyes religiosas argumentó que el arte no era un modo de ganarse la vida. Pero al final Rand se salió con la suya, y a regañadientes su padre pagó los 25 dólares necesarios para que el joven Paul entrara en las clases nocturnas del Instituto Pratt y sin chistar.”

## Libros de Paul Rand
- “Thoughts on Design” en 1947
- “Paul Rand: a Designer's Art” en 1985.